# Albert Rigal
Pour les articles homonymes, voir Rigal.
Jean Rigal dit Albert Rigal est un homme politique français né le 18 janvier 1900 à Bordeaux (Gironde) et décédé le 25 septembre 1984 à Lannemezan (Hautes-Pyrénées). Membre du Parti communiste français, il a été député de la Seine et du Loiret.

## Biographie

### Origines et engagements
Ajusteur-mécanicien sur un chantier naval, Albert Rigal adhère au Parti communiste (PCF) en 1924.
Actif au sein du syndicat des métaux, il est l'un des responsables du service d'ordre du PCF en 1930. Il est connu, dans la presse et dans les rapports de police sous son seul prénom.

### Mandat parlementaire
Venu vivre à Paris, il fait campagne pour le Front populaire et est élu député de la Seine en 1936. Il se montre un député actif.
À la Chambre, il est membre de la commission du commerce et de l'industrie, de la commission des postes, télégraphes et téléphone, de la commission d'assurance et de prévoyance sociale, ainsi que de la commission de la santé publique. Il intervient en faveur des petits commerçants et artisans et les travailleurs sans emploi. Il stigmatise l'antisémitisme et le racisme véhiculés par la presse et dénonce la répression contre les républicains espagnols et les volontaires des brigades internationales réfugiés en France.

### Résistance
Après la dissolution du Parti Communiste, en 1939, il entre dans la clandestinité.
En tant que membre du groupe ouvrier et paysan français créé en remplacement du groupe communiste dissous, Albert Rigal est déchu de son mandat de député le 21 janvier 1940 et condamné par contumace le 3 avril 1940 par le 3e tribunal militaire de Paris à cinq ans de prison, 5 000 francs d'amende et cinq ans de privation de ses droits civiques et politiques pour reconstitution de ligue dissoute.
Dans la Résistance, il réorganise le parti communiste dans les départements du Cher, du Loiret, du Loir-et-Cher, de la Vienne et de l'Yonne puis à Paris. C'est lui qui fait reparaitre L'Humanité, dès le 21 août 1944.

### Mandats locaux et parlementaires
En 1945, Albert Rigal est conseiller municipal de Paris et conseiller général de la Seine.
Il est député du Loiret de 1945 à 1951. Sous les deux Constituantes, il fait partie la commission des affaires économiques, des douanes et des conventions commerciales, puis aussi de la commission du ravitaillement sous la deuxième constituante. Pour la mandature suivante, il siège à la commission des affaires économiques (1946-1951), à la commission de la reconstruction et des dommages de guerre (1949-1951) et à la commission de la réforme administrative (1947-1948).

## Décoration
- Médaille de la Résistance française avec rosette (décret du 25 avril 1946)[3]